# Sadisme

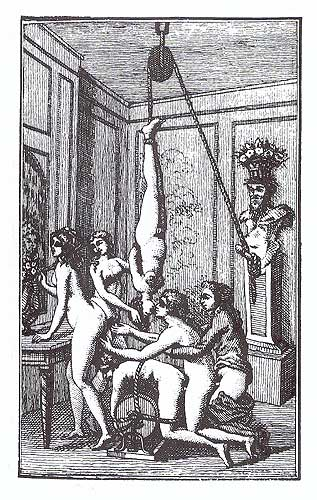
Illustratie uit een Nederlandse uitgave van Juliette van de markies de Sade

Sadisme is plezier hebben aan of genoegen beleven aan het opzettelijk pijn doen of vernederen van een mens of dier. In strikte zin gaat het hier om genotsbeleving aan de macht die de sadist heeft ten opzichte van het slachtoffer. 
Als er door deze parafilie grote problemen ontstaan tussen een sadist en de omgeving, kan er sprake zijn van een psychische aandoening zoals de sadistische persoonlijkheidsstoornis. Sadisme wordt wel voorgesteld als aanvulling van de duistere drie van narcisme, psychopathie en machiavellisme.

## Etymologie
Het woord sadisme is bedacht door psychiater Richard von Krafft-Ebing en door hem gekoppeld aan Franse Markies de Sade die juist dat soort (seksueel)machtsmisbruik aan de kaak stelde. De Sade was de eerste auteur van wie algemeen bekend was dat hij beschreef hoe zijn hoofdfiguren anderen opzettelijk pijn toebrachten, of dat die hoofdfiguren pijn ondergingen — al dan niet vrijwillig (Justine, Juliette, De 120 dagen van Sodom). Bij deze beschrijvingen spelen filosofische verhandelingen een grote rol: bespiegelingen over de vraag waartoe de mens in staat is, en hoe zijn of haar levensvisie wordt beheerst door het domineren en zelfs vernietigen van anderen; ook verwijst De Sade naar collega-auteurs als Voltaire.

## Sadomasochisme
Von Krafft-Ebin bedacht ook de term masochisme. En koppelde dat weer aan De Sade als de dominante helft van sado-masochisme, een vorm van seksualiteit waarbij een van de personen een dominante rol speelt. Dit hoeft dan niet als kwaadaardigheid door de partner ervaren te worden, omdat deze vrijwillig een onderdanige rol speelt. De sadisten brengen de onderdanige partij, ook wel sub genoemd, pijn toe door middel van zwepen, heet kaarsvet en  allerhande speeltjes. Het plezier in de onderdanige rol wordt wel masochisme genoemd, al zijn anderen het hiermee oneens. In sadomasochisme is namelijk geen sprake van sadisme, noch van masochisme in zijn zuivere vorm.